# West Air Sweden vlucht 294
In de nacht van 7 op 8 januari 2016 verongelukte vlucht PT-294, een Bombardier CRJ200F van West Air Sweden onderweg van Oslo naar Tromsø, Noorwegen nabij Akkajaure, Zweden. Het toestel opereerde als vrachtvliegtuig, er waren geen passagiers aan boord van het toestel. De resten van het toestel werden gevonden, maar de zoektocht werd bemoeilijkt door de afgelegen locatie in bergachtig gebied en temperaturen tot 30 °C onder nul. Vlak voor de crash heeft het toestel een noodsignaal uitgezonden.

## Vlucht
Het toestel vertrok vanaf Luchthaven Oslo Gardermoen om 23:10 uur lokale tijd voor een vlucht naar Luchthaven Tromsø. Het vliegtuig voerde een vrachtvlucht uit die bestond uit 4,5 ton post en pakketten. Rond 23:31 uur zond het vliegtuig een zeer kort noodsignaal (slechts de woorden "Mayday") uit vlak voordat het vliegtuig van de radar verdween en het radiocontact met de luchtverkeersleiding verloren ging.

## Zoektocht
Zowel de Noorse als de Zweedse autoriteiten hielpen mee bij de zoektocht naar de resten van het vliegtuig. De resten werden rond 03:10 uur gevonden door een straaljager van de Noorse luchtmacht. De plek van de resten ligt op een hoogte van 1000 meter in een afgelegen gebied nabij Akkajaure, Zweden, ongeveer 10 km verwijderd van de Noorse grens. De overblijfselen van het vliegtuig lagen verspreid in een cirkel van ongeveer 50 meter in diameter, wat suggereert dat het toestel met hoge snelheid verticaal is neergestort.

## Vliegtuig en operator

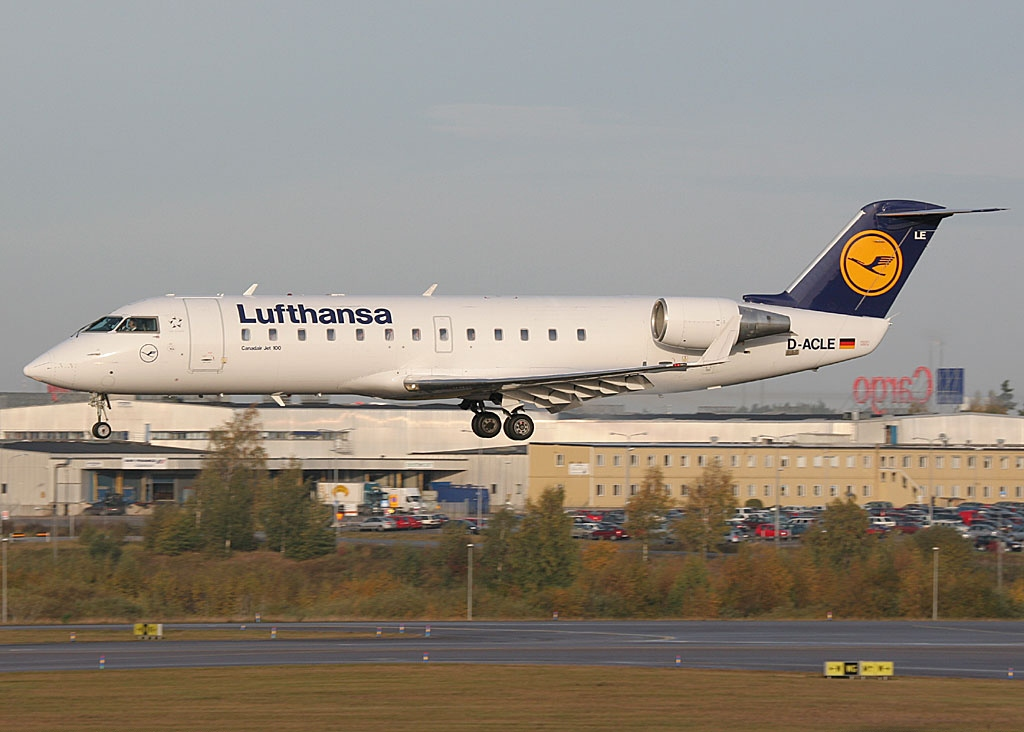
Het verongelukte vliegtuig in Lufthansa-kleuren gefotografeerd 11 jaar voor het ongeval.

Het toestel werd gebouwd en geleverd in 1993 aan Lufthansa CityLine als D-ACLE, waar het toestel in dienst was tot 2006. Het vliegtuig onderging vervolgens een conversie tot vrachttoestel. Het vliegtuig was in dienst bij West Air Sweden sinds 2007 met vliegtuigregistratie "SE-DUX". Op het moment van de crash, had het vliegtuig 38.601 vlieguren opgedaan gedurende 31.036 vluchten.

## Onderzoek
De Statens Haverikommission (Zweedse autoriteit die onderzoek doet naar dergelijke ongelukken) kwam na onderzoek naar de aanleiding van het ongeluk tot de conclusie dat de gezagvoerder verkeerde vluchtdata kreeg van de inertial reference unit. Hierdoor leek het alsof het toestel in een steile klim zat, hetgeen hij probeerde te corrigeren door de neus van het toestel omlaag te duwen. Hierdoor kwam het toestel onbedoeld in een zeer steile duik, waarna het begon te rollen en de piloten de controle volledig kwijtraakten. De copiloot had wel de juiste informatie op zijn scherm staan, maar in de hectiek van de situatie communiceerden beide mannen amper met elkaar, waardoor niet opgemerkt werd dat de actuele stand van het vliegtuig verschilde van wat de weergave was op de instrumenten van de gezagvoerder. Na iets minder dan anderhalve minuut boorde het toestel zich met bijna 800 km/h bijna verticaal in de grond, waarbij het zo goed als verpulverde.

## Air Crash Investigation
De crash stond centraal in de aflevering Impossible Pitch in het twintigste seizoen van het televisieprogramma Air Crash Investigation. 